# Weinberger Mózes
Weinberger Mózes Mordekhai, Moshe Carmilly (Budapest, 1908. április 7. – Izrael, 2010. június 26.) zsidó származású magyar művelődés- és egyháztörténész, szerkesztő, Kolozsvár főrabbija, majd izraeli kulturális attasé Budapesten, s egyetemi tanár az Amerikai Egyesült Államokban.

## Életútja
Ortodox szellemű magyar zsidó család sarja; nagyváradi és szatmári iskolaévek után 1924-től a budapesti Országos Rabbiképző Intézet hallgatója volt. 1934-ben az ottani egyetemen bölcsészeti doktorátust szerzett (A zsidóság szociális helyzete a Talmudban. Budapest, 1934), a következő évben rabbivá avatták. 1934-ben elnyerte a kolozsvári Kongresszusi (Neológ) Izraelita Hitközségnél meghirdetett főrabbi-állást. Beköszöntő beszédét (Istenért – emberért. Cluj–Kolozsvár, 1934) elődje, Eisler Mátyás emlékének ajánlotta.
1936 májusában megindította a Monitorul Comunităţii Israelite – Hitközségi Értesítő című havi kiadványt, mely többnyire kettős, összevont számokkal, változó címekkel (1937: Havi Jelentés; 1938–40. július: Raport Lunar) jelent meg, az utolsó években néhány román cikkel. 1941–43-ban elszórt jelentéseket (pl. Peszachi jelentés. Kolozsvár, 1941, 1942) sikerült kiadnia. Itt jelentek meg templomi beszédei és tanulmányai, több különnyomatban is. Az 1936-os évfolyamban tette közzé Dr. Eisler Mátyás irodalmi működése című bibliográfiáját, s megemlékezett a neológ zsinagóga félszázados építési évfordulójáról, 1937-ben a hitközség történetéről közölt adatokat, 1938-ban a hitélet statisztikai vonatkozásait elemezte.
A gazdag híranyag mellett a zsidó tárgyú könyvek ismertetéséről is gondoskodott. Ő szerkesztette az Emlékkönyv Dr. Lővy [sic!] Ferenc, az Ardeal–Banati rabbiegyesület elnökének, Dr. Lenke Manó és Dr. Singer Jakab főrabbik tiszteletére (Közlemények II. Kolozsvár, 1939) című kötetet, valamint az Antal Márk Emlékkönyvet (Kolozsvár, 1943). Az előbbiben A sírfeliratok szövegéről, az utóbbiban Indexre tett héber könyvek címmel közölt értekezést. 1936-tól a Múlt és Jövő, 1939-től az Új Kelet munkatársa, 1941-től az Izraelita Magyar Irodalmi Társaság (IMIT) választmányi tagja volt. Szerepet játszott a kolozsvári Izraelita Koedukációs Gimnázium 1940-es újraindításában, cikkeket közöl értesítőjében.
Egyes források szerint 1944-ben közreműködött zsidók Észak-Erdélyből Románián át Palesztinába menekítésében. A gettózás előestéjén, 1944. május 2-án feleségével ő is átszökött a magyar-román határon. A mentőakcióról írott visszaemlékezéseit: The Road to Life. New York, 1994; Drumul vieţii. Kolozsvár, 1996; Út a szabadság felé! Kolozsvár, 1999.) és Raoul Şorbannal való „együttműködése” bemutatását utólag többen túlzónak minősítették.
Konstancán hajóra szállva 1944. július 12-én érkezett Palesztinába, itt Afula, majd Tel-Aviv iskoláiban tanár, igazgató. Amikor 1948-ban megalakult Izrael állam, a Külügyminisztérium Kelet-Európa Osztályán alkalmazták, 1951-ig a budapesti követségen a kivándorlásért felelős „alijjatiszt”, illetve kultúrattasé volt. Ekkoriban vette fel a Carmilly nevet. 1951–57 között Netánjában tanügyi előadóként, majd gimnáziumigazgatóként működött. 1957-ben meghívták a New York-i Yeshiva University rabbiképző bibliai tudományok–héber nyelv–zsidó történelem tanszékére, ahonnan 1976-ban konzultáns professzorként vonult nyugdíjba.

## Tudományos munkássága
Tudományos munkássága főleg az 1960-as évektől bontakozott ki. Fő témája a magyar s különösen az erdélyi zsidóság története. Összeállította a magyar–angol–héber nyelvű Memorial Volume for the Jews of Cluj–Kolozsvár – A kolozsvári zsidóság emlékkönyve (New York 1970; újabb kiadása New York, 1988) című kötetet, a budapesti Országos Rabbiképző Intézet centenáriumára írt angol–héber nyelvű emlékkönyvet (The Rabbinical Seminary of Budapest 1877–1977. New York, 1986). Fő műve: A zsidóság története Erdélyben (1623–1944) (románul Kolozsvár, 1994; magyarul Budapest, 1995; héberül Budapest, 2003). Harmadik kutatási témájával a nemzetközi zsidó tudományosságban vívott ki tekintélyt: a zsidóság belső irodalmi-művészeti cenzúráját vizsgálta több kötetben is. 1966-ban (Book and Sword [Könyv és kard]), majd 1977-ben jelent meg erről New Yorkban könyve, az utóbbit 2003-ban fordították románra (Cenzură şi libertate de expresie în istoria evreilor [Cenzúra és a kifejezés szabadsága a zsidók történetében]). A művészeti vonatkozásokat újabb kötete tárgyalja: Fear of Art [Rettegés a művészettől] (New York, 1986).
A világ számos egyetemén volt vendégelőadó. 1977-ben megalapította a jeruzsálemi Héber Egyetemen a közép-európai zsidóság történetét kutató intézetet, 1985-ben alapítványt hozott létre a magyar zsidóság múltjának kutatására, 1990-ben a kolozsvári BBTE keretében megalapította a nevét viselő Héber és Zsidó Történeti Intézetet; ennek évenkénti ülésszakain tartott előadásait az 1991-től megjelenő Studia Judaica közölte. Tanulmányt írt az erdélyi szefárd zsidókról (The American Sephardi. 1967/2; Studia Judaica I. 1991), a zsidó felvilágosodásról (Studia Judaica VI. 1997) és reformmozgalomról (uo. V. 1996), felidézte két tudós teológus, Fleischer Lipót (1848-1916) és Kecskeméti Lipót munkásságát (uo. XI–XII. 2004). Foglalkoztatta a héber nyelv és költészet sorsa Magyarországon az 1805–1944 közötti időszakban (Hebrew Poetry in Hungary. Hungarian Jewish Studies. New York Vol. I. 1966; Hebrew Poets of Hungary. Tel-Aviv 1977; Studia Judaica I. 1991).